# Macaco-aranha
Macaco-aranha ou coatá é uma denominação comum a várias espécies de primatas do gênero Ateles e família Atelidae. São animais frugívoros em sua maioria, e habitam as florestas da Amazônia e América Central. Em inglês, é chamado de "black spider monkey".
Possuem longos braços e pernas, com uma cauda preênsil, o que conferiu o nome popular, e são os maiores primatas da América. O macaco-aranha exerce um papel fundamental na dispersão de sementes, o que permite a Floresta Amazônica prosperar e crescer.
Todas as espécies de macaco-aranha encontram-se em algum grau de extinção, devido ao desmatamento e à caça predatória, sendo que a IUCN lista duas espécies como "Criticamente em Perigo", quatro como "Em Perigo" e uma como "Vulnerável".

## Etimologia
"Cuatá" é oriundo do tupi kua'tá. "Macaco-aranha" é uma referência a seus membros e a sua cauda preensil, que são muito longos e finos, semelhantes às patas das aranhas

## Taxonomia e Evolução
O gênero Ateles surgiu há cerca de 13 milhões de anos, no Mioceno, se separando de um ramo que deu origem ao muriqui e ao macaco-barrigudo. Tal relação filogenética é corroborada por dados moleculares, sendo divergente de filogenias morfológicas, que consideram o gênero Ateles como grupo-irmão de Lagothrix.
O cladograma abaixo representa as relações filogenéticas dentro da família Atelidae, tal como sugerido por dados moleculares.
|  | Brachyteles |
|  |             |
|  | Lagothrix   |
|  |             |

|  | Ateles geoffroyi |
|  |                  |
|  | Ateles fusciceps |
|  |                  |

|  | Ateles chamek                                                         |
|  |                                                                       |
|  | \| \| Ateles marginatus \| \| \| \| \| \| Ateles paniscus \| \| \| \| |
|  |                                                                       |
|  | Ateles marginatus                                                     |
|  |                                                                       |
|  | Ateles paniscus                                                       |
|  |                                                                       |

|  | Ateles marginatus |
|  |                   |
|  | Ateles paniscus   |
|  |                   |

|  | Ateles geoffroyi |
|  |                  |
|  | Ateles fusciceps |
|  |                  |

|  | Ateles chamek                                                         |
|  |                                                                       |
|  | \| \| Ateles marginatus \| \| \| \| \| \| Ateles paniscus \| \| \| \| |
|  |                                                                       |
|  | Ateles marginatus                                                     |
|  |                                                                       |
|  | Ateles paniscus                                                       |
|  |                                                                       |

|  | Ateles marginatus |
|  |                   |
|  | Ateles paniscus   |
|  |                   |

|  | Brachyteles |
|  |             |
|  | Lagothrix   |
|  |             |

|  | Ateles geoffroyi |
|  |                  |
|  | Ateles fusciceps |
|  |                  |

|  | Ateles chamek                                                         |
|  |                                                                       |
|  | \| \| Ateles marginatus \| \| \| \| \| \| Ateles paniscus \| \| \| \| |
|  |                                                                       |
|  | Ateles marginatus                                                     |
|  |                                                                       |
|  | Ateles paniscus                                                       |
|  |                                                                       |

|  | Ateles marginatus |
|  |                   |
|  | Ateles paniscus   |
|  |                   |

|  | Ateles geoffroyi |
|  |                  |
|  | Ateles fusciceps |
|  |                  |

|  | Ateles chamek                                                         |
|  |                                                                       |
|  | \| \| Ateles marginatus \| \| \| \| \| \| Ateles paniscus \| \| \| \| |
|  |                                                                       |
|  | Ateles marginatus                                                     |
|  |                                                                       |
|  | Ateles paniscus                                                       |
|  |                                                                       |

|  | Ateles marginatus |
|  |                   |
|  | Ateles paniscus   |
|  |                   |

|  | Brachyteles |
|  |             |
|  | Lagothrix   |
|  |             |

|  | Ateles geoffroyi |
|  |                  |
|  | Ateles fusciceps |
|  |                  |

|  | Ateles chamek                                                         |
|  |                                                                       |
|  | \| \| Ateles marginatus \| \| \| \| \| \| Ateles paniscus \| \| \| \| |
|  |                                                                       |
|  | Ateles marginatus                                                     |
|  |                                                                       |
|  | Ateles paniscus                                                       |
|  |                                                                       |

|  | Ateles marginatus |
|  |                   |
|  | Ateles paniscus   |
|  |                   |

|  | Ateles geoffroyi |
|  |                  |
|  | Ateles fusciceps |
|  |                  |

|  | Ateles chamek                                                         |
|  |                                                                       |
|  | \| \| Ateles marginatus \| \| \| \| \| \| Ateles paniscus \| \| \| \| |
|  |                                                                       |
|  | Ateles marginatus                                                     |
|  |                                                                       |
|  | Ateles paniscus                                                       |
|  |                                                                       |

|  | Ateles marginatus |
|  |                   |
|  | Ateles paniscus   |
|  |                   |

|  | Brachyteles |
|  |             |
|  | Lagothrix   |
|  |             |

|  | Ateles geoffroyi |
|  |                  |
|  | Ateles fusciceps |
|  |                  |

|  | Ateles chamek                                                         |
|  |                                                                       |
|  | \| \| Ateles marginatus \| \| \| \| \| \| Ateles paniscus \| \| \| \| |
|  |                                                                       |
|  | Ateles marginatus                                                     |
|  |                                                                       |
|  | Ateles paniscus                                                       |
|  |                                                                       |

|  | Ateles marginatus |
|  |                   |
|  | Ateles paniscus   |
|  |                   |

|  | Ateles geoffroyi |
|  |                  |
|  | Ateles fusciceps |
|  |                  |

|  | Ateles chamek                                                         |
|  |                                                                       |
|  | \| \| Ateles marginatus \| \| \| \| \| \| Ateles paniscus \| \| \| \| |
|  |                                                                       |
|  | Ateles marginatus                                                     |
|  |                                                                       |
|  | Ateles paniscus                                                       |
|  |                                                                       |

|  | Ateles marginatus |
|  |                   |
|  | Ateles paniscus   |
|  |                   |

|  | Brachyteles |
|  |             |
|  | Lagothrix   |
|  |             |

|  | Ateles geoffroyi |
|  |                  |
|  | Ateles fusciceps |
|  |                  |

|  | Ateles chamek                                                         |
|  |                                                                       |
|  | \| \| Ateles marginatus \| \| \| \| \| \| Ateles paniscus \| \| \| \| |
|  |                                                                       |
|  | Ateles marginatus                                                     |
|  |                                                                       |
|  | Ateles paniscus                                                       |
|  |                                                                       |

|  | Ateles marginatus |
|  |                   |
|  | Ateles paniscus   |
|  |                   |

|  | Ateles geoffroyi |
|  |                  |
|  | Ateles fusciceps |
|  |                  |

|  | Ateles chamek                                                         |
|  |                                                                       |
|  | \| \| Ateles marginatus \| \| \| \| \| \| Ateles paniscus \| \| \| \| |
|  |                                                                       |
|  | Ateles marginatus                                                     |
|  |                                                                       |
|  | Ateles paniscus                                                       |
|  |                                                                       |

|  | Ateles marginatus |
|  |                   |
|  | Ateles paniscus   |
|  |                   |

|  | Brachyteles |
|  |             |
|  | Lagothrix   |
|  |             |

|  | Ateles geoffroyi |
|  |                  |
|  | Ateles fusciceps |
|  |                  |

|  | Ateles chamek                                                         |
|  |                                                                       |
|  | \| \| Ateles marginatus \| \| \| \| \| \| Ateles paniscus \| \| \| \| |
|  |                                                                       |
|  | Ateles marginatus                                                     |
|  |                                                                       |
|  | Ateles paniscus                                                       |
|  |                                                                       |

|  | Ateles marginatus |
|  |                   |
|  | Ateles paniscus   |
|  |                   |

|  | Ateles geoffroyi |
|  |                  |
|  | Ateles fusciceps |
|  |                  |

|  | Ateles chamek                                                         |
|  |                                                                       |
|  | \| \| Ateles marginatus \| \| \| \| \| \| Ateles paniscus \| \| \| \| |
|  |                                                                       |
|  | Ateles marginatus                                                     |
|  |                                                                       |
|  | Ateles paniscus                                                       |
|  |                                                                       |

|  | Ateles marginatus |
|  |                   |
|  | Ateles paniscus   |
|  |                   |

|  | Brachyteles |
|  |             |
|  | Lagothrix   |
|  |             |

|  | Ateles geoffroyi |
|  |                  |
|  | Ateles fusciceps |
|  |                  |

|  | Ateles chamek                                                         |
|  |                                                                       |
|  | \| \| Ateles marginatus \| \| \| \| \| \| Ateles paniscus \| \| \| \| |
|  |                                                                       |
|  | Ateles marginatus                                                     |
|  |                                                                       |
|  | Ateles paniscus                                                       |
|  |                                                                       |

|  | Ateles marginatus |
|  |                   |
|  | Ateles paniscus   |
|  |                   |

|  | Ateles geoffroyi |
|  |                  |
|  | Ateles fusciceps |
|  |                  |

|  | Ateles chamek                                                         |
|  |                                                                       |
|  | \| \| Ateles marginatus \| \| \| \| \| \| Ateles paniscus \| \| \| \| |
|  |                                                                       |
|  | Ateles marginatus                                                     |
|  |                                                                       |
|  | Ateles paniscus                                                       |
|  |                                                                       |

|  | Ateles marginatus |
|  |                   |
|  | Ateles paniscus   |
|  |                   |

|  | Brachyteles |
|  |             |
|  | Lagothrix   |
|  |             |

|  | Ateles geoffroyi |
|  |                  |
|  | Ateles fusciceps |
|  |                  |

|  | Ateles chamek                                                         |
|  |                                                                       |
|  | \| \| Ateles marginatus \| \| \| \| \| \| Ateles paniscus \| \| \| \| |
|  |                                                                       |
|  | Ateles marginatus                                                     |
|  |                                                                       |
|  | Ateles paniscus                                                       |
|  |                                                                       |

|  | Ateles marginatus |
|  |                   |
|  | Ateles paniscus   |
|  |                   |

|  | Ateles geoffroyi |
|  |                  |
|  | Ateles fusciceps |
|  |                  |

|  | Ateles chamek                                                         |
|  |                                                                       |
|  | \| \| Ateles marginatus \| \| \| \| \| \| Ateles paniscus \| \| \| \| |
|  |                                                                       |
|  | Ateles marginatus                                                     |
|  |                                                                       |
|  | Ateles paniscus                                                       |
|  |                                                                       |

|  | Ateles marginatus |
|  |                   |
|  | Ateles paniscus   |
|  |                   |

### Espécies
A diversificação do gênero ocorreu no fim do Plioceno, culminando nas sete espécies e sete subespécies conhecidas:
- Macaco-aranha-de-cara-vermelha, Ateles paniscus
- Macaco-aranha-branco, Ateles belzebuth
- Macaco-aranha-peruano, Ateles chamek
- Macaco-aranha-marrom, Ateles hybridus
- Macaco-aranha-de-cara-branca, Ateles marginatus
- Macaco-aranha-de-cara-preta, Ateles fusciceps
  - Macaco-aranha-de-cabeça-marrom, Ateles fusciceps fusciceps
  - Macaco-aranha-da-Colômbia, Ateles fusciceps rufiventris
- Macaco-aranha-de-Geoffroy, Ateles geoffroyi
  - Macaco-aranha-de-Yucatan, Ateles geoffroyi yucatanensis
  - Macaco-aranha-mexicano, Ateles geoffroyi vellerosus
  - Macaco-aranha-da-Nicarágua, Ateles geoffroyi geoffroyi
  - Macaco-aranha-ornado, Ateles geoffroyi ornatus
  - Macaco-aranha-de-capuz, Ateles geoffroyi grisescens

## Descrição
Os macacos-aranha são os maiores primatas do Novo Mundo: o adulto tem entre 42 cm e 66 cm de comprimento, com uma cauda de até 88 cm e pesando até 11 kg. Os membros são longos e esguios, assim como a cauda, que é preênsil, o que é característico do gênero e que lhe conferiu o nome popular de macaco-aranha. Tais características permite diferenciar facilmente o macaco-aranha de outros primatas de grande porte da América do Sul e Central, como o bugio e o macaco-barrigudo. O polegar é muito reduzido, praticamente ausente.

## Hábitat e Distribuição Geográfica
A área de ocorrência das espécies de macaco-aranha vai desde o sul do México até a Bolívia, habitando principalmente a floresta ombrófila de terra firme até 800m de altitude, sendo eventualmente encontrado na floresta estacional semidecidual na Costa Rica e Bolívia. Estão sempre nos estratos mais altos da floresta, e nunca descem até o chão.

## Ecologia

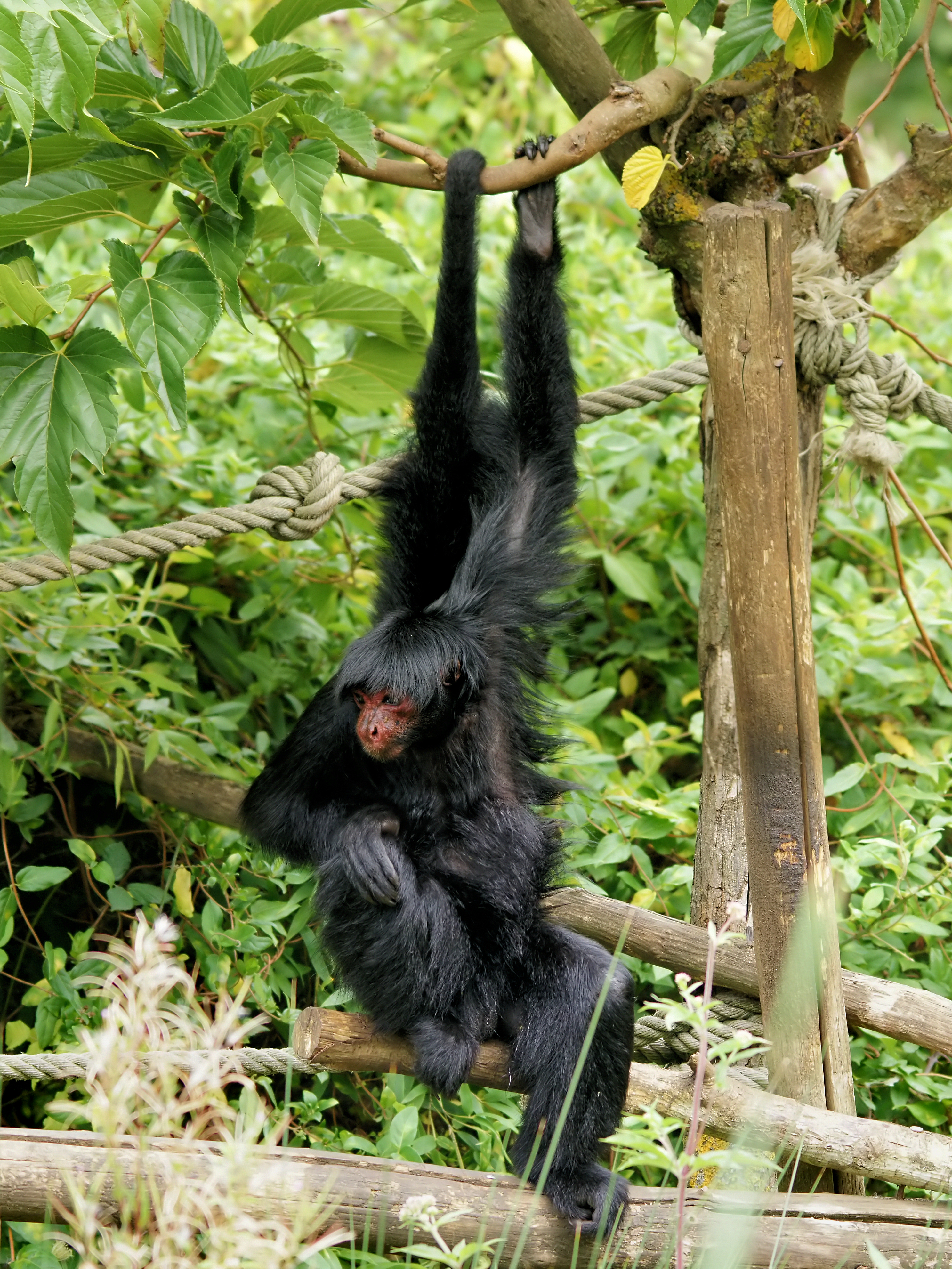
Ateles paniscus.

### Dieta
São primatas predominantemente frugívoros com cerca de 90% da dieta constituindo de frutos, e eventualmente se alimentando de folhas jovens. A composição da dieta é diretamente proporcional à quantidade de frutos que ocorrem no ambiente, sendo que ao haver uma escassez desse item alimentar, os macacos passam a comer brotos de folhas jovens.

### Organização Social e Território
Formam grandes grupos, com até 30 indivíduos, mas com uma dinâmica de fusão-fissão, com a formação de subgrupos de forrageamento. Os grupos caracterizam-se por uma alta dispersão das fêmeas, que acaba culminando na formação de coalizões entre os machos, que se reflete em uma baixo índice de competição entre eles e por consequência, um baixo dimorfismo sexual. Não existe uma hierarquia linear muito clara entre os machos, que se evidencia pela ausência de um macho alfa. Um grupo habita um território entre 1 e 3,9 km², muitas vezes definido por fronteiras físicas. Aparentemente, apenas os machos respeitam tais limites e muitas vezes se envolvem em comportamentos agressivos (principalmente por meio de vocalizações) ao defender essas fronteiras.

### Predadores
Por serem animais de porte relativamente grande, poucos são os predadores naturais dos macacos-aranha. Os predadores são felinos de grande porte, como a onça-pintada e a onça-parda.

## Reprodução

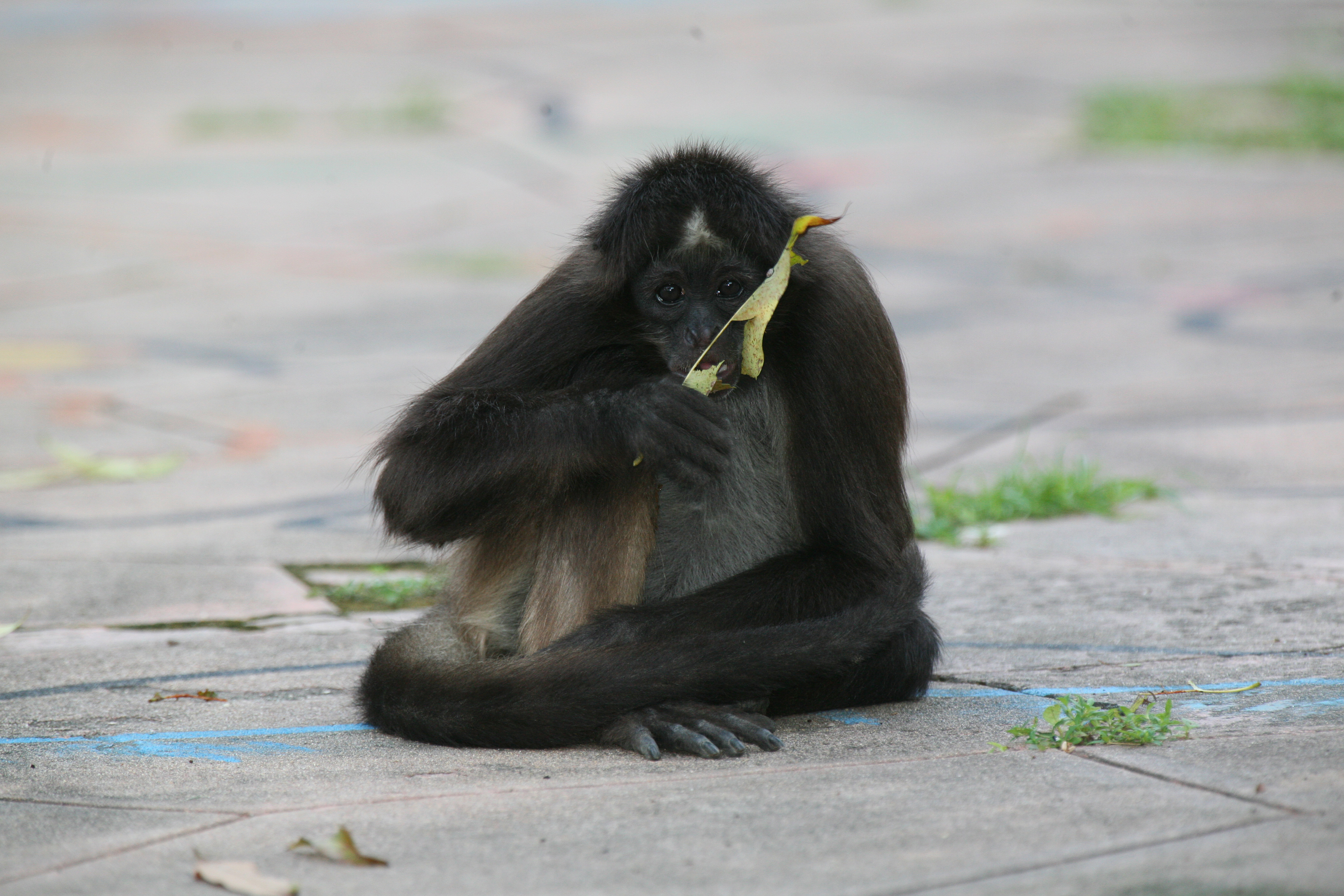
Ateles fusciceps é uma espécie "Criticamente em Perigo", segundo a IUCN.

As fêmeas parem um filhote de cada vez, raramente gêmeos, depois de uma gestação de 226 a 232 dias e o intervalo entre uma gestação e outra é de até 50 meses em animais no estado selvagem. A unidade social mais coesa no macaco-aranha é a que se mantém entre mãe e filhote até o momento em que atinge a maturidade que pode demorar até 14 meses para ser atingida. Existem controvérsias quanto a existência de sazonalidade no acasalamento e nascimento de filhotes.

## Conservação
Por exigir grandes porções de floresta, o macaco-aranha é diretamente ameaçado pelo desmatamento e fragmentação do hábitat. A baixa taxa de reprodução também torna suas populações suscetíveis à caça. Por conta disso, todas as espécies do gênero Ateles encontram-se com algum grau de ameaça de extinção, segundo a IUCN, principalmente as espécies da América Central. os únicos predadores dos macacos aranhas são o arpias e onças pintadas